# 서영은 (의사)
서영은은 대한민국의 의사, 공무원이다.

## 경력
- 홍천군 정신건강증진센터장[4][5][6]
- 화천군 정신건강복지센터 임상자문의
- 국립춘천병원 소아청소년정신과장 겸 정신건강사업과장

## 논문
- 조현병 입원 환자에서의 갑상샘 기능이상과 증상 심각도, 치료 반응과의 관계[7]